# Kostel svatého Jiljí (Pardubičky)
Kostel svatého Jiljí se nachází v městské části Pardubičky. Představuje jednu z nejstarších a nejvýznamnějších sakrálních památek v regionu. Od roku 1964 je chráněn jako kulturní památka České republiky. Kostel je zasvěcen svatému Jiljí, opatu a poustevníkovi, který patří mezi významné světce středověké Evropy. 

## Historie
První dochovaná zmínka o kostelu svatého Jiljí pochází z roku 1295 z Buly papeže Bonifáce VIII. Tento kostel (nejspíše jen dřevěný) stával někde v místech dnešního kostela. Zřejmě již v této době byl kolem kaple založen hřbitov, který přetrval až dodnes. Kolem tohoto roku pardubický pán Arnošt I. z Hostyně daroval řádu Cyriaků část Pardubic, kde byl později vystavěn klášter pro 10 řádových bratrů (z toho 6 s kněžským svěcením) a s tím souvisela výstavba nového kostela svatého Bartoloměje, který nahradil kostel svatého Jiljí. Na ten se poté odkazovalo jen jako na kapli. Podmínkou Arnošta I. z Hostyně bylo, aby mnichové každodenně sloužili dvě mše za duši jeho, jeho předků a přátel. Přilehlému okolí kláštera se tak začalo říkat Pardubice Mnichové, toto označení se pravděpodobně používalo po dobu existence kláštera. (Později Pardubice Pardubičky). Arnošt z Hostyně zde byl roku 1342 pochován.  Roku 1421 byl klášter s oběma kostely vypálen a poničen husity. V této době došlo k rozsáhlému ničení církevního majetku v celých Čechách, přičemž ani Pardubicko nebylo výjimkou. Obnova kostela probíhala mezi lety 1421–1512. Současný kostel svatého Jiljí vznikl v gotickém stylu na přelomu 15. a 16. století. Kostel svatého Jiljí měl nad severním vchodem kostela dlouho pověšenou železnou rukavici, připomínající husitský útok a poničení kostela. Ta se později přesunula do sakristie kostela, odkud byla následně odcizena. Podle dalších zdrojů zde kolem roku 1860 visela ještě husitská přilbice. V této době se jednalo už o jediný farní kostel. V první třetině 16. století byly přistavěny stávající krovy a západní štít lodi. Ve 2. polovině 17. století byla přistavěna západní a severní předsíň. V dalších letech byla severní předsíň stržena a západní upravována dokonce několikrát. V letech 1729 a 1754 byl kostel zaměřen úředníky dvorského stavebního úřadu. Z této doby je dochován půdorys a pohled.  Restaurování objektu proběhlo v roce 1904–1905 pod vedením architekta Bóži Dvořáka. Rozsáhlá oprava zahrnovala již zmíněné přestavění západní předsíně, ta byla také o patro zvýšena a k ní byl přistavěn vysoký západní štít a sedlová střecha. V roce 1904 zde byly objeveny původní gotické nástěnné malby.  Občasné opravy se konaly až do roku 1948, kdy byl kostel uzavřen a nevyužíván. Od roku 1964 byl prohlášen za památku a opět opraven. Po roce 1990 byl kostel několikrát vykraden a poslední úpravy proběhly v letech 2007–2008 při kterých byla opravena elektroinstalace, odvětrávání a další odborné vnitřní práce. V roce 2008 navrhl mistr Ludvík Kolek z Brna nové vitráže. Zhotovila je firma Mitvalský z Brna.

## Popis

### Exteriér
Kostel je obklopen hřbitovem, který pravděpodobně svou ohradní zdí kopíruje původní ohrazení osady. Západně od kostela stojí dřevěná zvonice. Severozápadně od kostela byl archeologickým průzkumem odhalen areál kláštera. Dnešní kostel stojí zcela mimo tento areál. Kostel svatého Jiljí je gotická jednolodní obdélná stavba s klenutým presbytářem o pěti stranách a čtvercovou sakristií. Hlavní průčelí kostela sv. Jiljí je zakončeno výrazným renesančním štítem s typickým obloučkovým ukončením, známým jako tzv. „vlaštovčí ocasy“. Tento tvar je charakteristický pro českou pozdní renesanci a přispívá k výrazné siluetě budovy. Do středu štítu je vsazena reliéfní plastika Krista držícího kalich, symbolizující svátost eucharistie. Autorem tohoto uměleckého díla je Vilém Amort, který plastiku vytvořil v roce 1905 v rámci novogotické úpravy kostela. Pod štítem se nachází novogotický portál s ústupkovým profilem, typickým pro gotickou i novogotickou architekturu. Profilace je provedena ve tvaru tzv. hruškovce – což je měkce tvarovaný, zakřivený profil připomínající hruškovitý řez. Vstupní dveře jsou dvoukřídlé, obdélníkového tvaru. Nad vstupem je osazena zděná supraporta, která portál vertikálně rozděluje. Ve spodní části se nacházejí dveře, zatímco horní část tvoří hrotité prosklení, které funguje jako světlík a přivádí přirozené světlo do zádveří kostela.Původní gotický portál s profilovaným ostěním je zazděn na severní straně kostela. Uprostřed tohoto portálu se nachází náhrobek Jacoba Borowiaka. Údajně se jedná o rakouského důstojníka císařské armády. Hlavní loď pokrývá sedlová střecha, nad presbytářem jde o kombinaci sedlové a věžové střechy. Exteriér chrámu je bez členění a opěrných prvků. Členění je naznačeno pouze gotickými okny s ostěním ve tvaru lomených oblouků. Okna se nachází po dvou na bocích lodi a po jednom na každé straně presbyteria. Původně okna zdobily vitráže, které se nedochovaly. Dnes v kostele můžeme vidět pouze repliky z roku 2008.  Z roku 1587 pochází skleněný malovaný terčík, který se nacházel na jednom z oken. Dnes je uložen na pardubickém arciděkanství.

### Interiér
Presbytář umístěný na východní straně má trojboký závěr a je o jeden stupeň (asi 18 cm) vyvýšen oproti lodi. Podlaha je pokryta travertinovou dlažbou, stejně jako v ostatních částech kostela. V severní stěně se nachází sanktuář s trojúhelným štítem a trojlistem, zatímco v jižní části je druhý sanktuář s akantovou výzdobou. Prostor osvětlují tři lomená okna, která jsou o něco nižší než okna v lodi. Vitráže v oknech zobrazují zmrtvýchvstalého Krista, Madonu s Ježíškem a patrona kostela sv. Jiljí.  Klenba je křížová žebrová, s masivními žebry ve tvaru hruškovce, která vybíhají přímo ze zdí, v závěru je klenba paprsčitá. Dochovaly se zde také fragmenty nástěnných maleb. Presbytář je od lodi oddělen lomeným triumfálním obloukem, jehož profilace začíná až v horní části. Oblouk je zdoben konzolami s výžlabky a oblouny, přičemž jeho dekorativní prvky směřují ke středu. Sakristie přístupná z presbytáře, je čtvercová místnost s keramickou dlažbou a segmentovými výklenky ve stěnách. Je zaklenuta křížovou klenbou s omítkovými pásy. Presbytář a sakristii spojuje malý portálek, přičemž samotná sakristie je přístupná vnějším vstupem z východu. Loď kostela je obdélná, s plochým trámovým stropem, jehož pole jsou vyplněna omítkou a zdobena malovanými motivy. Boční stěny jsou prolomeny dvěma páry lomených oken s širokými špaletami a kamenným ostěním, které nese stopy původních gotických kružeb. Vitráže v oknech (nepůvodní) zobrazují symboly vody, ohně, větru a krve Kristovy. V celé spodní části lodi jsou po restaurování v roce 2004 odkryty původní raně gotické základy. Vstupní předsíň je umístěna na západní straně. Nad ní je v 1. patře prostor pro varhany a chór, který pokračuje i v lodi. Z předsíně vede na chór točité schodiště e prostor pro varhany a chór, který pokračuje i v lodi. Z předsíně vede na chór točité schodiště na jižní straně kostela. Předsíň má čtvercový půdorys a travertinovou podlahu, která je o dva stupně vyšší než podlaha lodi. Strop je trámový, přičemž některé trámy pokračují až do lodi a podpírají kruchtu.

### Nástěnné malby
Při rekonstrukci kostela svatého Jiljí v roce 1904 pod vedením architekta B. Dvořáka byly v choru kostela odkryty gotické fresky. Další informace poskytla restaurátorská práce Hany Vítové v roce 2008, která popisuje postup restaurování nástěnných maleb v interiéru. Jedná se převážně o nefigurální malby s rostlinnými motivy. Nejrozsáhlejší a nejstarší jsou právě malby objevené pod vedením B. Dvořáka v prostorách choru, pocházející z období pozdní gotiky. Na jižní straně zobrazuje malba o velikosti 150 x 200 cm pravděpodobně legendu o svatém Jiljí, patronovi kostela.  Nejvýraznější postavou je vousatý muž obklopený tvory s lidskými rysy. Pod touto malbou se nachází pozůstatek větší malby s ústřední postavou sv. Jiljí s laní a možná i královskou, loveckou družinou. Na protilehlé severní straně jsou malby značně poškozené. Zachoval se pouze fragment malby s postavou klečícího muže vzhlížejícího k žehnající postavě. Vyobrazení za hlavním oltářem (cca 170 x 80 cm) zachycuje typický výjev ukřižování Ježíše Krista s postavou Panny Marie a Jana evangelisty. Dále jsou zde patrné postavy dalších světců a donátorů. V roce 2019 zde byla odkryta nástěnná malba Panny Marie ochranitelky na východní straně vedle triumfálního oblouku před sakristií.

### Zvonice
Západně od kostela se nachází osmiboká stupňovitá dřevěná zvonice. Stojí v místech bývalého příkopu, který kdysi ves ochraňoval a odděloval ji od hřbitova.Zvonice pochází pravděpodobně z 15. století. V první polovině 20. století byla zvonice zrekonstruována pseudoslohovým vyzděním. To se změnilo v roce 1990, kdy se zvonici navrátil původní tvar. Původně měla zvonice tři zvony. Nejstarší zvon pochází z roku 1483 s nápisem: „Leta Boziho MCCCC osmdesatého trzetiho tento zwon slyt gest do Pardubiczek. Od zwonenie nemagi nicz brati.“ Druhý zvon pochází z roku 1523, což potvrzuje nápis na jeho těle: Leta Panie MVCXXIII. (1523) tento zwon gest udielan ke czti a chwale Bozie za Gesska a Benesse sprawczikuow.“;. Druhý zvon byl během 2. světové války zrekvírován. Po skončení války došlo k objevení zvonu v Hamburku a jeho navrácení zpět do Pardubiček. Na třetím zvonu stojí nápis: „Gegossen von Wilhelm Paul in Königgräz 1844.“,

## Galerie

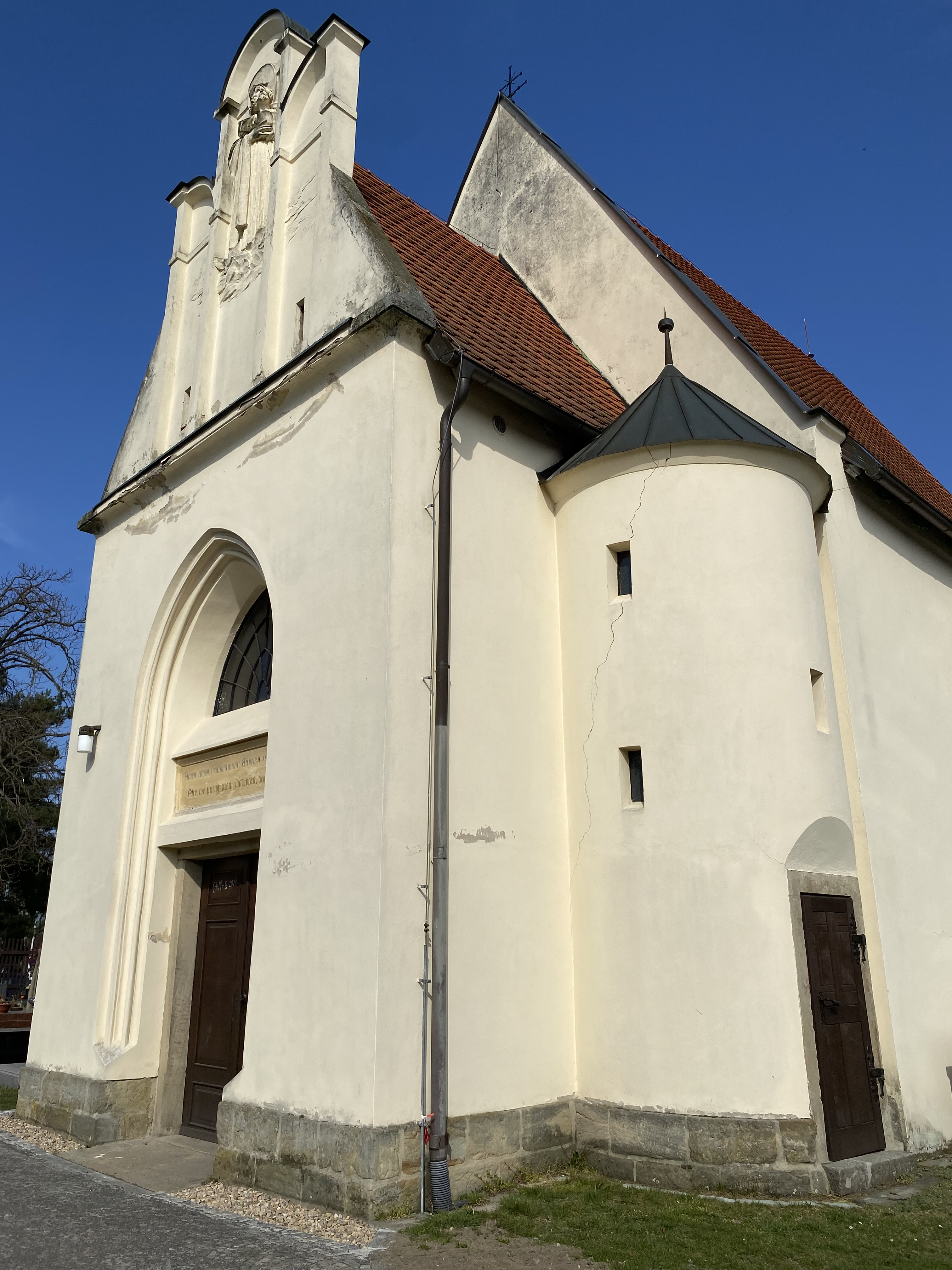
Jihozápadní pohled
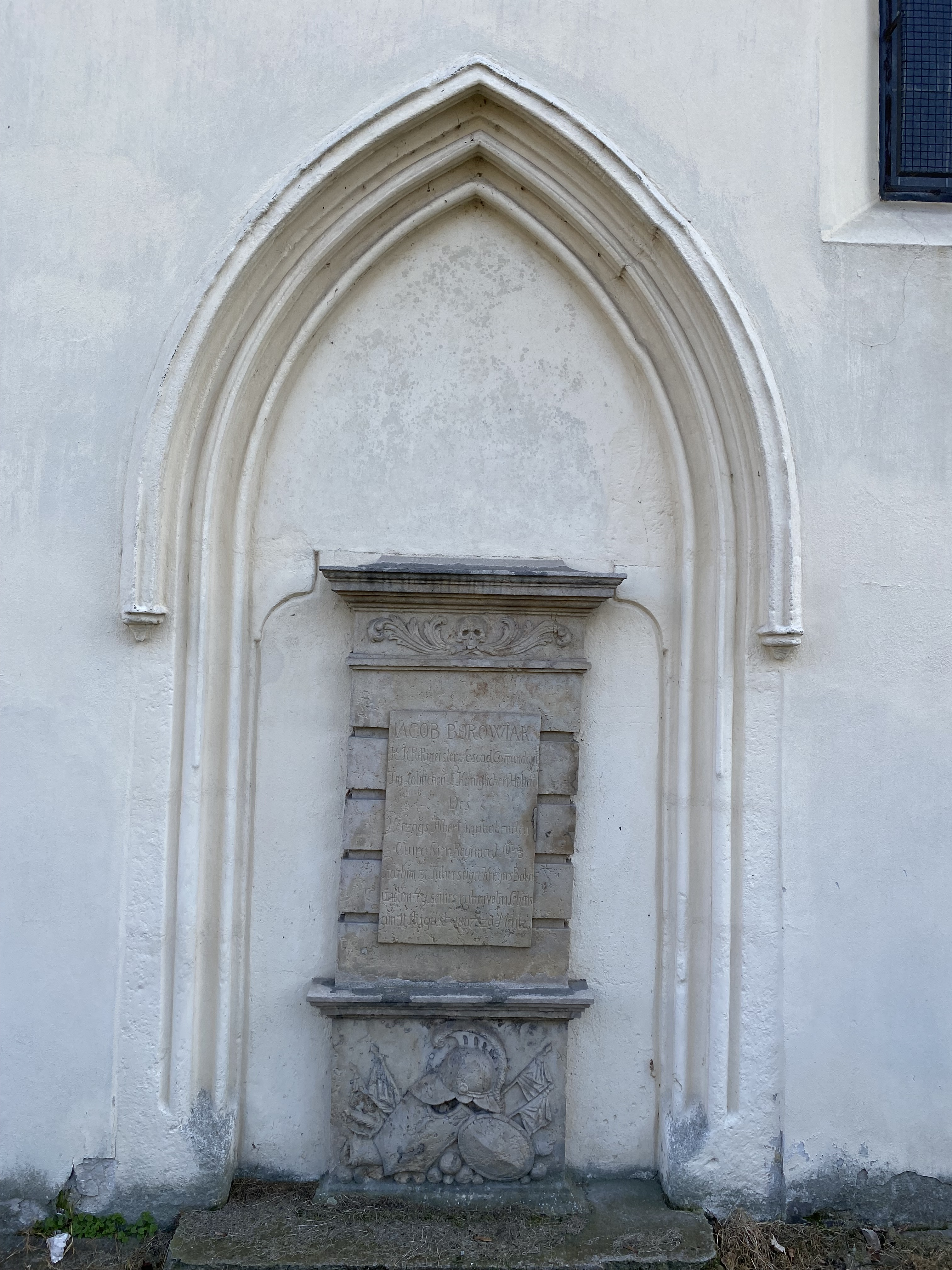
Zazděný portál
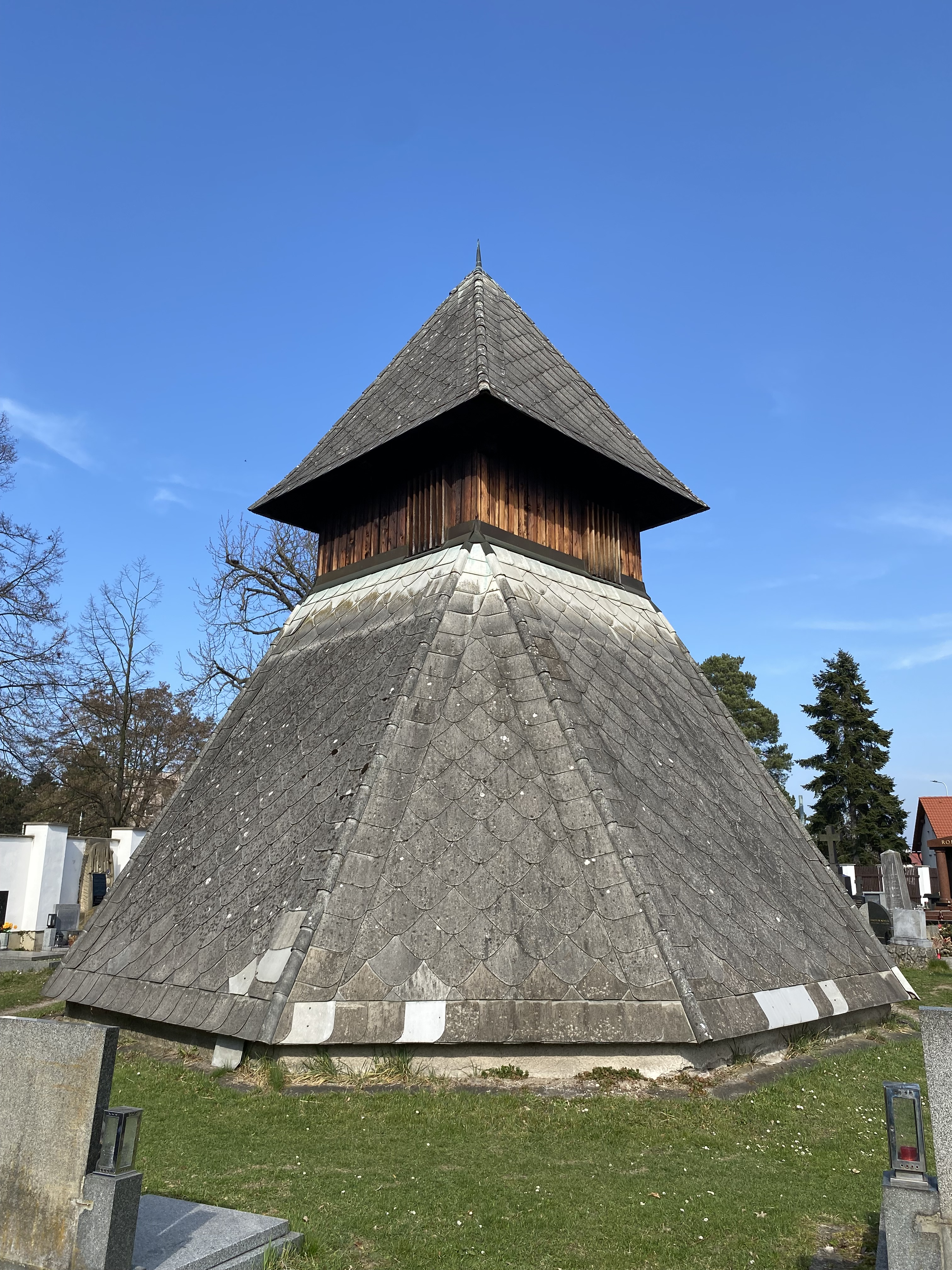
Zvonice
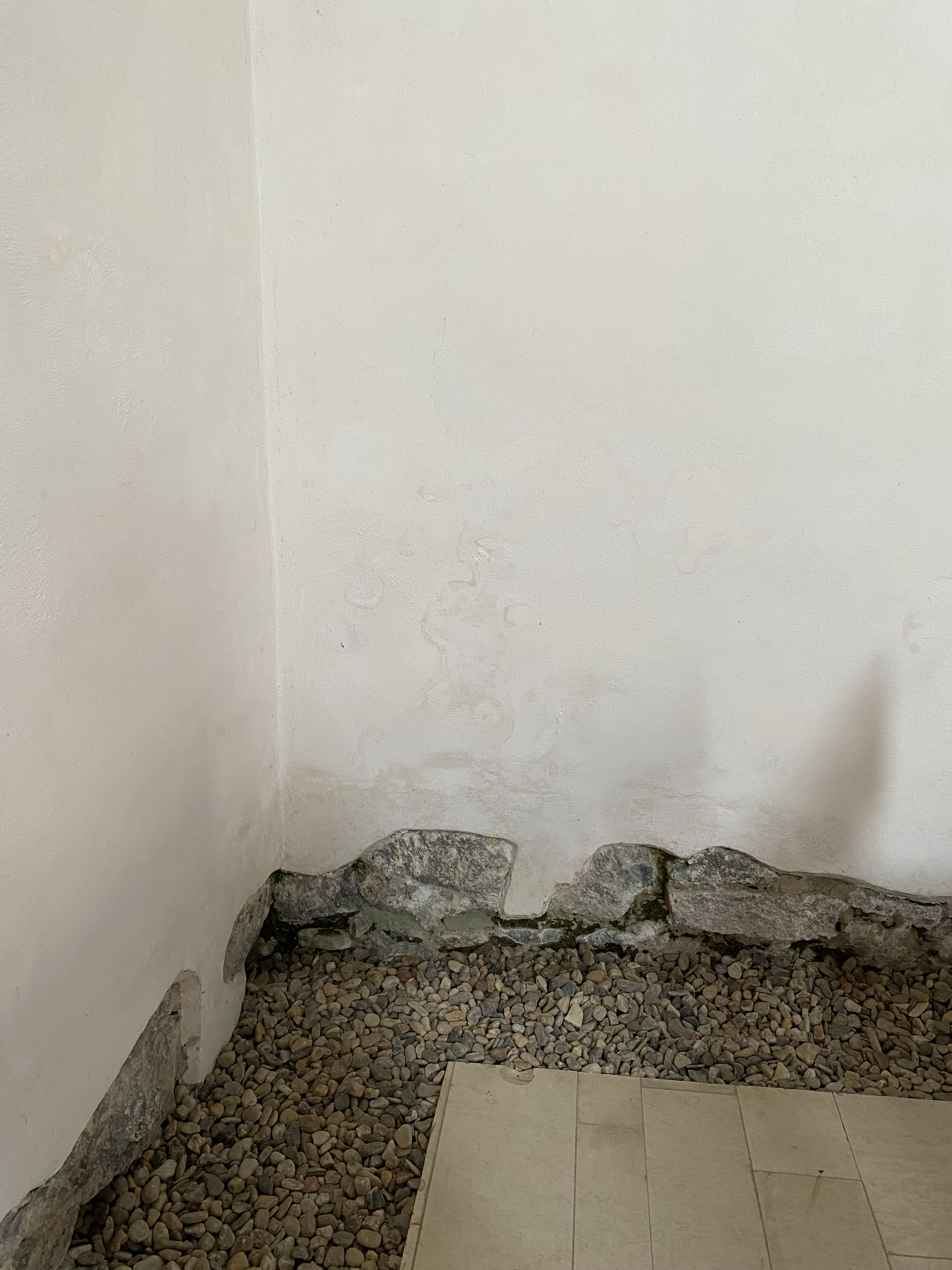
Odkrytá původní stavba
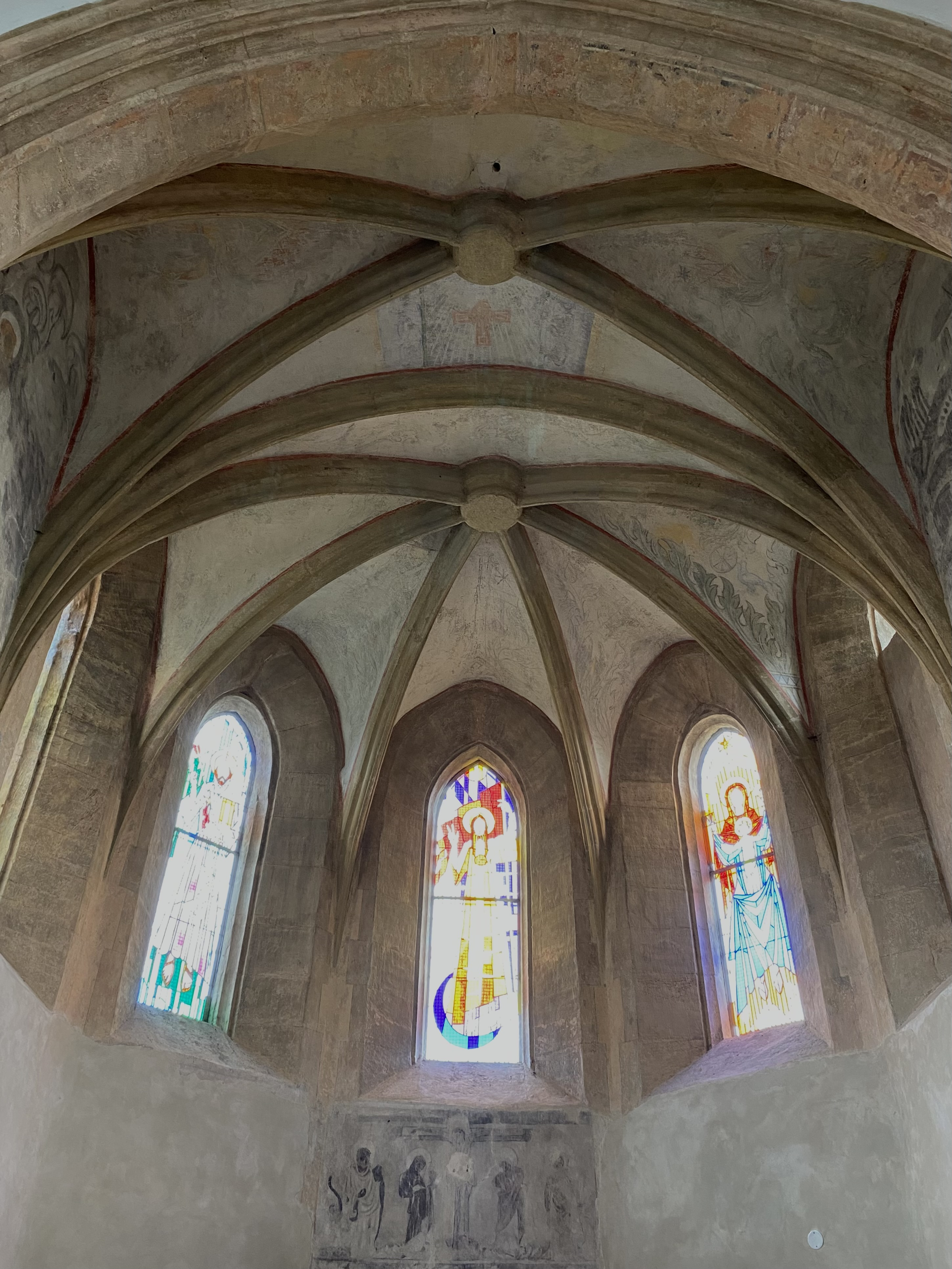
Klenba presbytáře
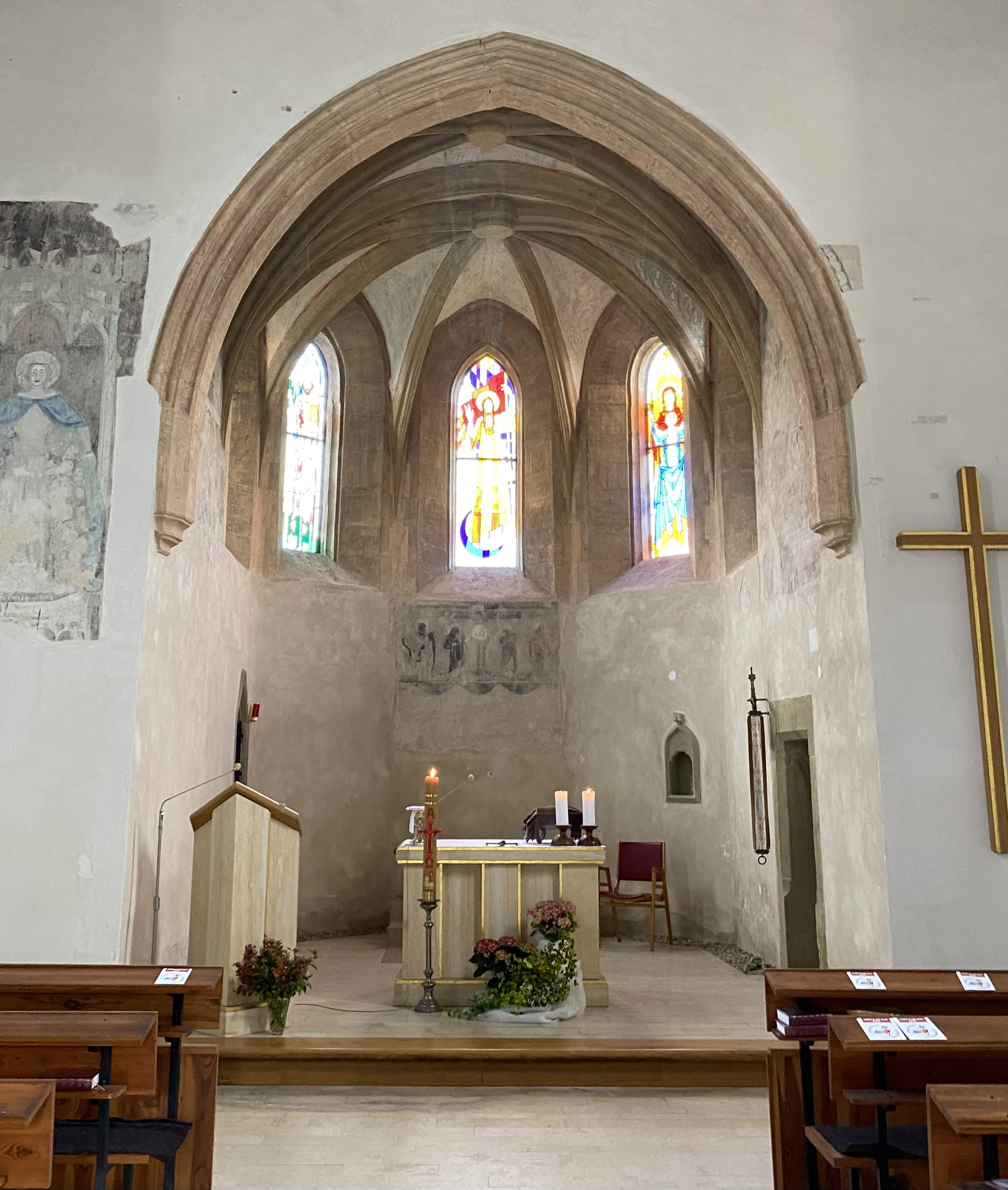
Triumfální oblouk a presbytář
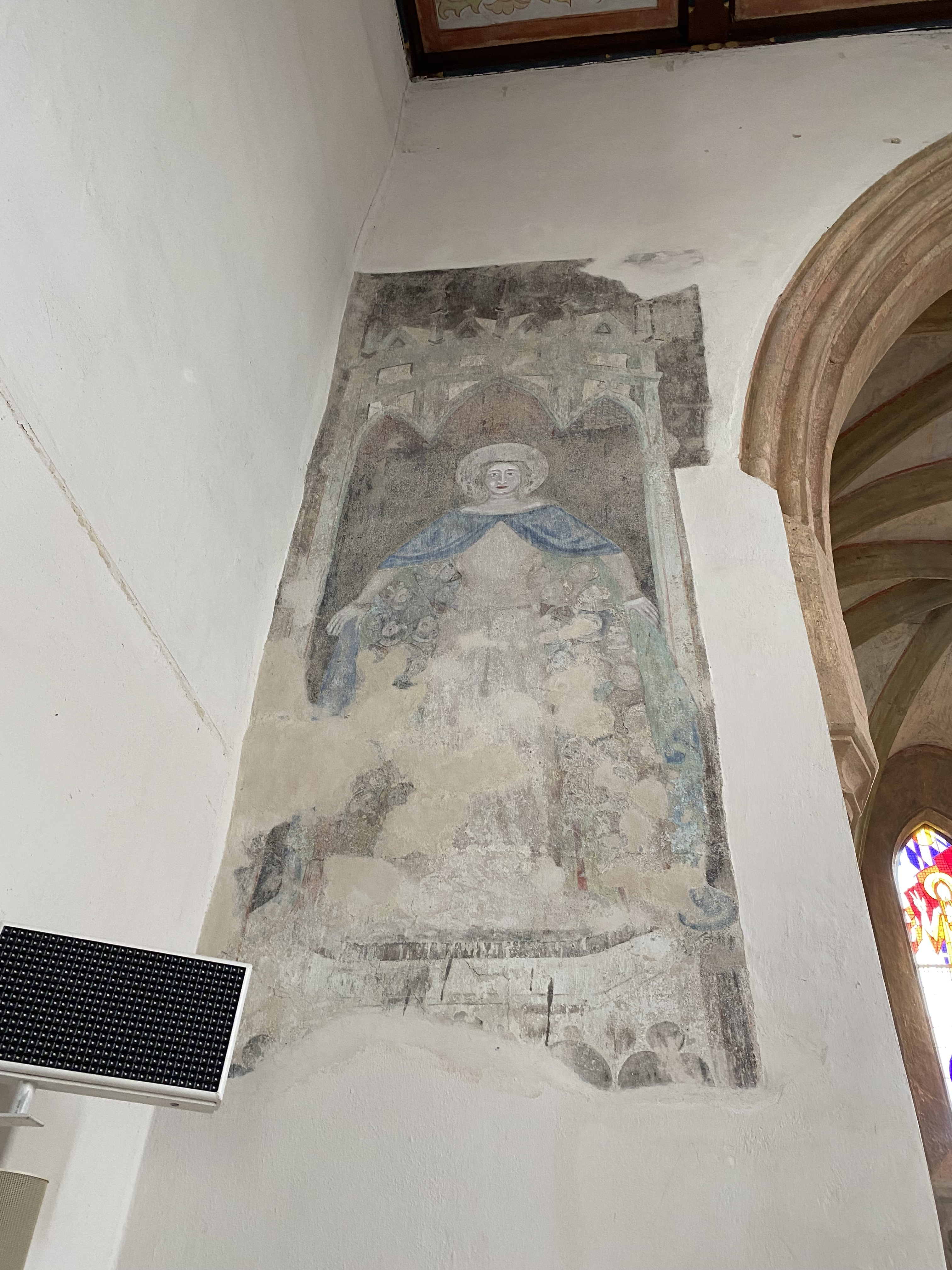
Nástěnná malba Panny Marie ochranitelky